# اندری بوریسیوک
اندری بوریسیوک (اوکراینی: Борисюк Андрей Витальевич؛ زادهٔ ۲۹ ژوئیهٔ ۱۹۷۵) بازیکن فوتبال اهل اوکراین است.